# Comuna Perlivți, Halîci
Perlivți (în ucraineană Перлівці) este o comună în raionul Halîci, regiunea Ivano-Frankivsk, Ucraina, formată din satele Ostriv, Perlivți (reședința) și Subotiv.

## Demografie
Componența lingvistică a comunei Perlivți
     Ucraineană (100%)
Conform recensământului din 2001, toată populația comunei Perlivți era vorbitoare de ucraineană (100%).